# Audionom

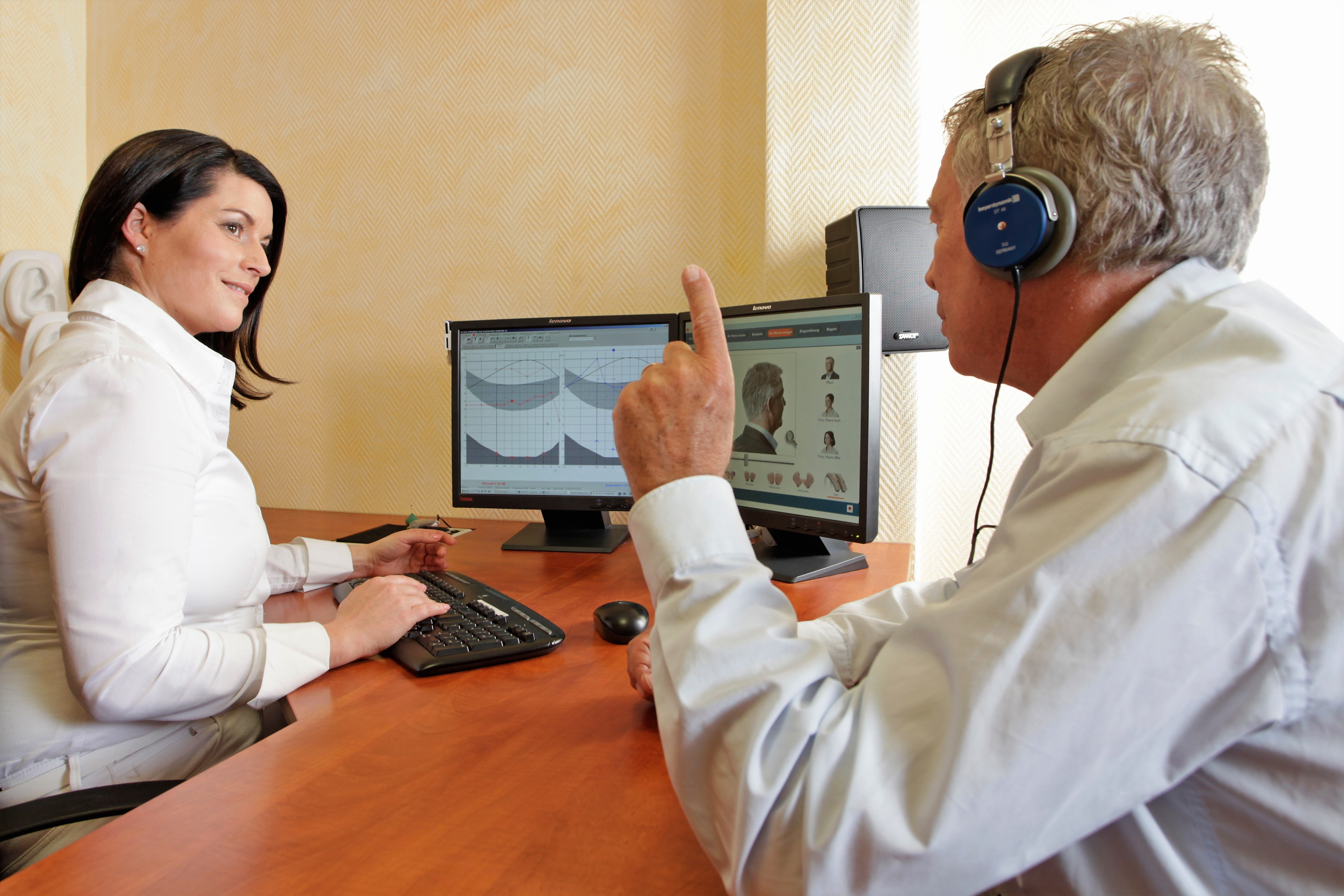
En audionom som utför ett hörseltest på en hörselskadad man.

Audionom är ett yrke som innebär en integrerad tillämpning av tekniska, beteendevetenskapliga och medicinska kunskaper inom hörselområdet. Ämnesområdet involverar både människa och teknik och audionomen arbetar med både tekniska och pedagogiska lösningar för ett bättre hörande hos hörselskadade personer. 
I arbetet ingår bland annat att göra hörselutredningar, prova ut hjälpmedel samt att undersöka hur man kan förebygga hörselskador på till exempel arbetsplatser och i offentliga miljöer. 
Arbetet innefattar i huvudsak utredning av hörseln genom hörselmätningar i diagnostiserande syfte eller som underlag för rehabilitering, intervju samt habilitering/rehabilitering av hörselskadade där moment som behovsutredning, audiologisk counseling, hjälpmedelsförskrivning och utvärdering ingår.

## Audionom i Sverige
I Sverige är audionom ett yrke som omfattar yrkesexamen och yrkeslegitimation. Audionomer i Sverige har förskrivningsrätt för hjälpmedel inom hörselområdet. Legitimerad audionom är en skyddad yrkestitel.
En audionom utreder hörsel- och balansrubbningar som lett till hörselnedsättning och yrsel- och balansproblem. Audionomen föreslår behandling och rehabilitering utefter de behov som patienten har. Här måste man samarbeta med många andra yrkeskategorier såsom audiolog, hörselpedagog, kurator, forskare, sjukgymnast, psykolog och i många fall även andra läkarspecialister inom bl a öron-näsa-hals.

### Akademisk examen
Grundutbildningen är idag (2024) 180 hp och innebär tre års heltidsstudier. Grundutbildningen leder till yrkesexamen och ansökan om legitimation sker hos Socialstyrelsen. Samtidigt erhålls en akademisk kandidatexamen. Studier därefter leder till magister-/masterexamen i audiologi och även vidare möjlighet att söka forskarutbildning. Audionomyrket är tvärvetenskapligt och i utbildningen ingår bland annat audiologi (läran om hörseln), medicin, teknik och pedagogik. 
Audionomutbildning finns på Karolinska Institutet,  Örebro Universitet, Sahlgrenska Akademien - Göteborgs Universitet samt Lunds universitet.  Det finns ca 1 000 audionomer sysselsatta i Sverige.

### Framtidsutsikter
Efterfrågan på audionomer förväntas öka i takt med en åldrande befolkning och ökad medvetenhet om hörselproblem och deras påverkan på livskvaliteten. Nya teknologier inom hörselvårdsområdet, inklusive digitala hörapparater och andra hörhjälpmedel, skapar också behov av specialiserad kompetens. Audionomer kan arbeta inom en mängd olika miljöer, inklusive sjukhus, vårdcentraler, privata kliniker, skolor och företag som specialiserar sig på hörselvård och hörselteknologi.